# 三歌斎経
三歌斎経（さんかさいけい、ギリシア語: Τριῴδιον κατανυκτικόν, ロシア語: Трио́дь постная, 英語: Lenten Triodion）は、正教会の奉神礼で用いられる祈祷書のひとつ。大斎準備週、大斎、受難週に使われる祈祷文を収録している。
実際に使用する際には単体では用いない。各種の讃詞（発放讃詞、ステヒラなど）やパレミヤ等が載せられているのみであり、これだけでは奉神礼を構成できない。教会の伝統の定めるところに則り、時課経などと組み合わせて奉神礼を構成する。
亜使徒ニコライ、パウェル中井木菟麻呂らによって日本語に全訳されている。
現在は復活大祭から五旬祭期まで使われる五旬経とは別冊に編まれているが、元々は合わせて一冊であった。11世紀までは分冊形式は普及していなかった。大斎と復活大祭以降とが密接な繋がりを持つのと同様、三歌斎経と五旬経の内容にも密接なつながりがあるのであり、こうした祈祷書の編成がイイスス・ハリストスの十字架と復活の一体性を切り離すものとして捉えられてはならないとされる。